# 約克敦 (新澤西州)
約克敦（英語：Yorketown）是位於美國新澤西州蒙茅斯縣的普查規定居民點。

## 人口
根據2020年美國人口普查的數據，約克敦的面積為6.21平方千米，當中陸地面積為6.18平方千米，而水域面積為0.02平方千米。當地共有人口6617人，而人口密度為每平方千米1,065.54人。